# ハーバート・モリソン

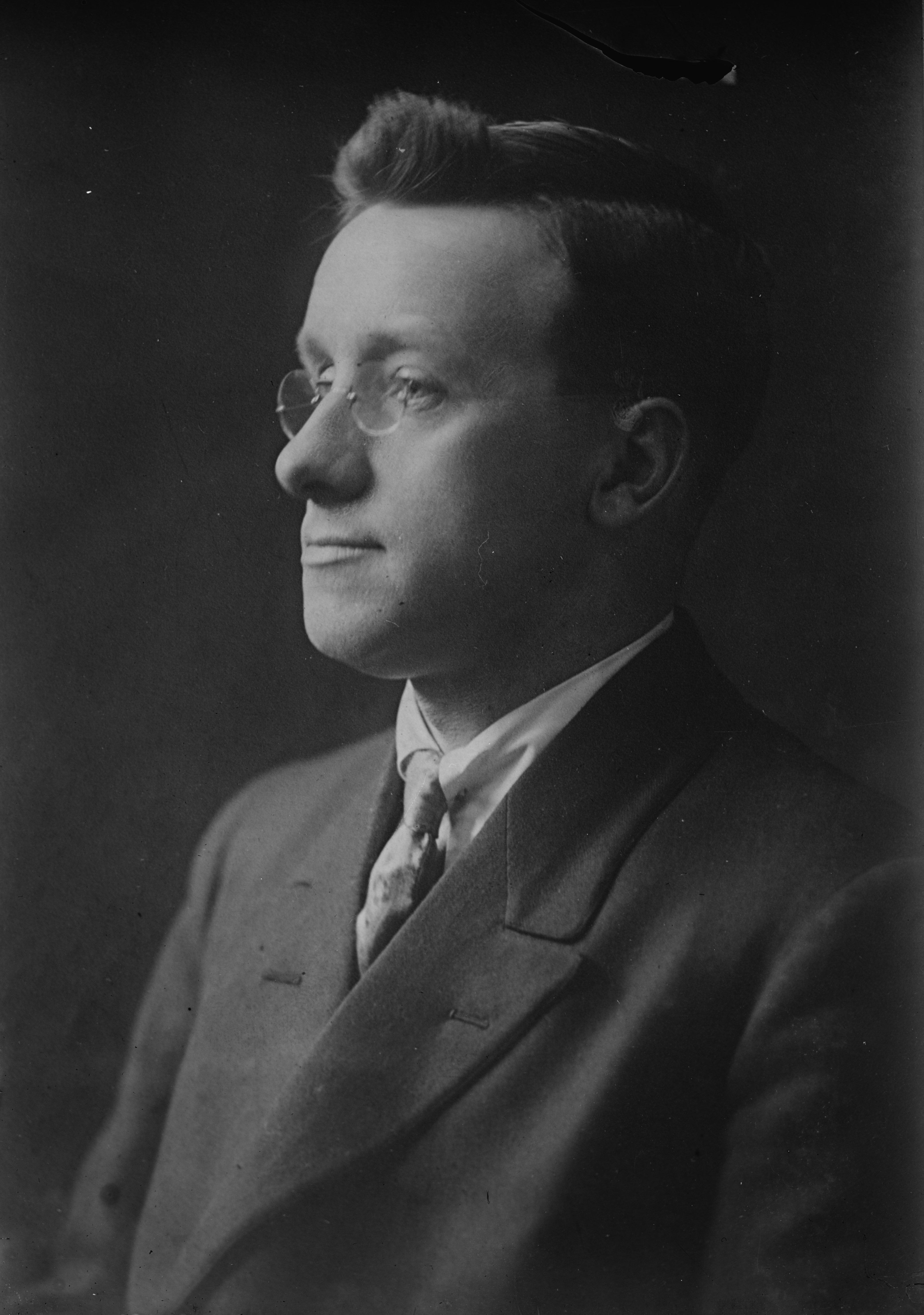
ハーバート・モリソン

ハーバート・モリソン（1888年1月3日 - 1967年3月6日、英語: Herbert Morrison）は、イギリスの政治家。イギリス労働党所属。

## 生涯
第二次マクドナルド内閣に運輸大臣として入閣。
1935年にモリソンは、ジョージ・ランズベリーの労働党党首辞任に伴って行われた党首選挙（1935年イギリス労働党党首選挙）に立候補した。党首候補には他にクレメント・アトリー、アーサー・グリーンウッドがいた。当初はモリソンが有力候補と思われていたが、労働党右派の有力者アーネスト・ベヴィンはモリソンを嫌っており、モリソン不支持を表明した。労働組合員に絶大な影響力を誇るベヴィンが、モリソン不支持を表明したことで、モリソンは組合員からの票を失った。労働党党首にはアトリーが就任した。
1945年に労働党が大勝すると、自身が首相になるための政治工作を行ったが、アーネスト・ベヴィンに阻止された。アトリー内閣では、副首相のポストが与えられた。
アーネスト・ベヴィンが病のため外相を辞任すると、後任にモリソンが就いた。サンフランシスコ対日講和会議にはモリソンが英全権として出席した。アーバーダーン危機では、イランと戦争をも辞さないという強硬な姿勢でイランと対峙した
1955年に20年間労働党党首の座に就いていたアトリーが党首を辞職し、党首選挙が行われた（1955年イギリス労働党党首選挙）。それにモリソンは立候補したが ヒュー・ゲイツケルに敗れた。
モリソンは労働党党首や首相の座に就けぬまま、1965年に他界した。